# Gran Premio World's Best High Altitude
El Gran Premio World's Best High Altitude es una carrera de ciclismo en ruta de un día que se celebra en el mes de septiembre en Turquía. La competencia cuenta también con una versión femenina. El lugar de inicio fue Kayseri y el lugar de la llegada fue Hacılar en la Provincia de Kayseri.
La primera edición se corrió en 2020 como parte del UCI Europe Tour y fue ganada por el ciclista ucraniano Anatoliy Budyak.

## Palmarés

### Hombres
| Año  | Ganador         | Segundo       | Tercero          |
| ---- | --------------- | ------------- | ---------------- |
| 2020 | Anatoliy Budyak | Savva Novikov | Andrij Vasyljoek |

### Mujeres
| Año  | Ganador             | Segundo            | Tercero         |
| ---- | ------------------- | ------------------ | --------------- |
| 2020 | Mariia Novolodskaia | Anastasia Chursina | Carolina Upegui |

## Palmarés por países

### Hombres
| País    | Victorias |
| ------- | --------- |
| Ucrania | 1         |

### Mujeres
| País  | Victorias |
| ----- | --------- |
| Rusia | 1         |